# Zamek Kubota
Zamek Kubota (jap. 久保田城 Kubota-jō) – japoński zamek typu hirayama-jirō (zamek na wzgórzu na równinie), znajdujący się w mieście Akita, w prefekturze o tej samej nazwie. Charakterystyczną cechą zamku był brak centralnego donżonu (tenshu). Zamek Kubota jest wpisany na listę 100 zamków Japonii.

## Historia
Zamek został zbudowany w latach 1603–1604 przez daimyō Satake Yoshinobu. Zamek stał się ośrodkiem władzy dla rodu Satake, który rządził domeną Akita przez 12 pokoleń. Zgodnie z zarządzeniem szogunatu, mającym na celu ograniczenie potęgi daimyō, zamek Kubota nigdy nie posiadał głównego donżonu (tenshu). Jego funkcję pełniła jedna z wież strażniczych (yagura). Zamek wielokrotnie ucierpiał z powodu pożarów, m.in. w 1778 roku, kiedy spłonęła większość budynków. Ostateczny cios zadał pożar w 1880 roku, który zniszczył ostatnie ocalałe oryginalne struktury.

## Architektura

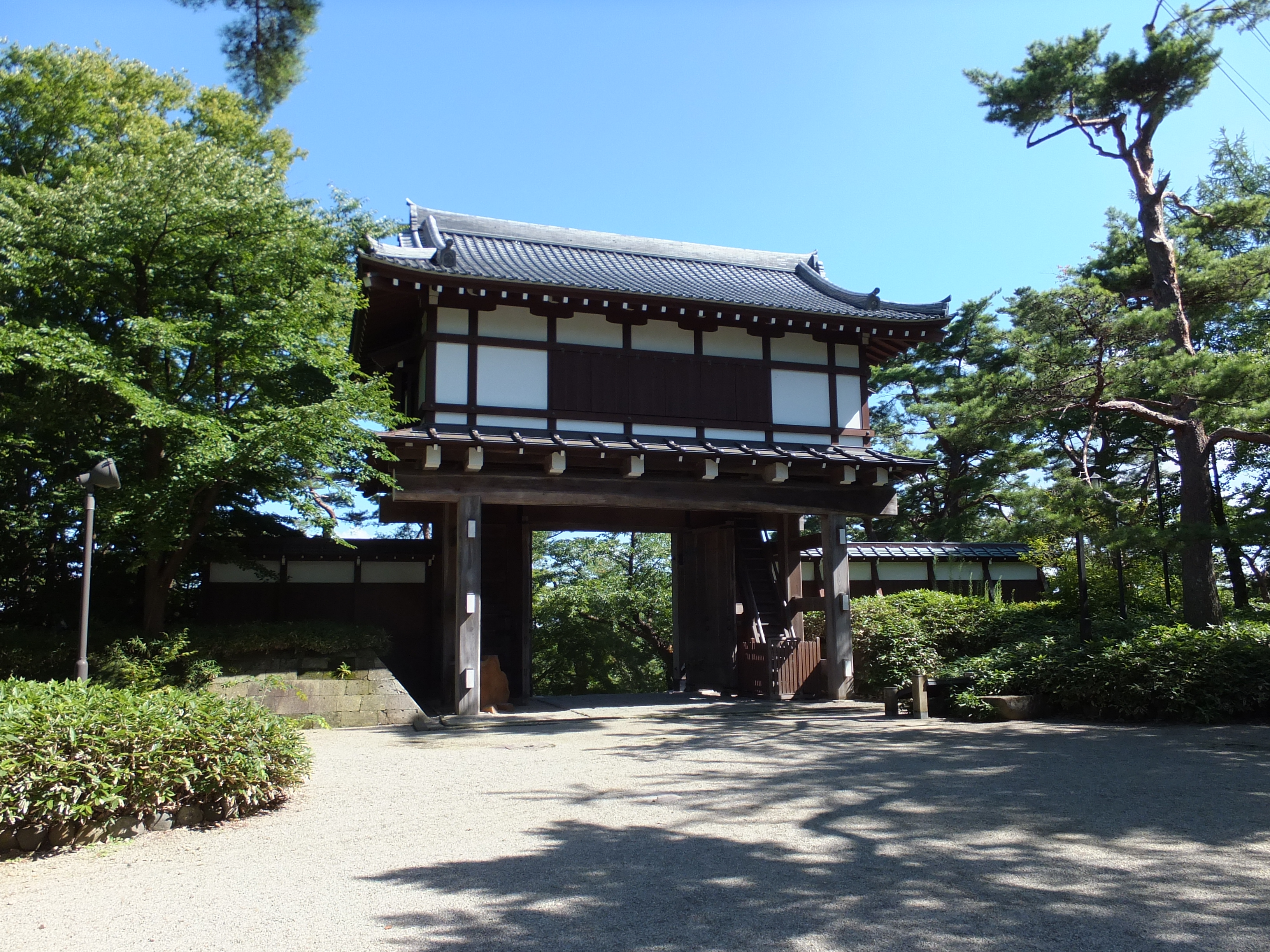
Brama Omote-mon

Zamek Kubota został wzniesiony na wzgórzu i otoczony systemem fos oraz umocnień ziemnych. Kompleks zamkowy składał się z kilku dziedzińców  i był chroniony przez liczne bramy oraz wieże strażnicze. Najważniejszą wieżą była Osumi-yagura, narożna wieża w północno-zachodniej części zamku, która pełniła funkcję głównego punktu obserwacyjnego i symbolicznego zastępcy donżonu. Głównym wejściem na teren zamku była brama Omote-mon.

## Stan obecny
Teren zamku został przekształcony w publiczny Park Senshū (jap. 千秋公園 Senshū kōen), który jest popularnym miejscem wypoczynku. W XX wieku podjęto decyzję o częściowej rekonstrukcji zamku. W 1989 roku odbudowano na oryginalnych kamiennych fundamentach wieżę Osumi-yagura, która obecnie mieści niewielkie muzeum i taras widokowy. W 2001 roku zrekonstruowano również główną bramę zamku, Omote-mon.